# Feilenfische
Die Feilenfische (Monacanthidae) sind eine Familie aus der Ordnung der Kugelfischverwandten (Tetraodontiformes) und umfassen über 100 Arten in etwa 26 Gattungen.
Die meisten Arten bewohnen vorwiegend Korallenriffe der tropischen Meere. Andere Arten, wie solche der Gattungen Paramonacanthus, Thamnaconus und Stephanolepis, leben in Seegraswiesen und Felsriffen. Einige Arten leben auch in subtropischen und gemäßigten Meeren.

## Merkmale
Feilenfische haben wie die Drückerfische, mit denen sie nahe verwandt sind, einen Rückenstachel-Mechanismus (der den ersten Stachel durch den zweiten kürzeren aufrecht fixiert) „geerbt“ – aber meist ist der zweite schon zu schwach oder er fehlt ganz, und mit dem Ventralstachel verhält es sich ähnlich: Die Fische verspreizen sich nicht in Spalten u. ä.  Auch ihre Zähne (im Oberkiefer vorne je drei statt vier) sind nicht so kräftig gebaut wie bei den Drückerfischen. Durch ihre Körperfarbe und das Muster können sie sich der Umgebung anpassen und entgehen dadurch den Blicken ihrer Feinde. Der Mimikry-Feilenfisch (Paraluteres prionurus) ahmt Körperfarbe und Körperform des giftigen Sattel-Spitzkopfkugelfisches (Canthigaster valentini) nach. 
Der kleinste Vertreter ist Rudarius minutus mit bis zu fünf Zentimetern Länge, der größte der Schrift-Feilenfisch (Aluterus scriptus) mit einer Länge von bis zu 1,10 Metern.
Alle haben ein kleines endständiges Maul und fressen Krebse, Würmer, kleine Fische und Algen. Die beiden Arten der Gattung Oxymonacanthus fressen ausschließlich Polypen von Steinkorallen der Gattung Acropora.

## Fortpflanzung
Die Fortpflanzung wurde bisher erst bei wenigen Feilenfischarten beobachtet. Die meisten Arten laichen auf den Boden ab. Der Laich wird in vielen Fällen von einem oder beiden Geschlechtern bewacht. Beim Seegras-Feilenfisch, dessen Nachzucht 2007 erstmals im Aquarium gelang, bewacht nur das Weibchen das Gelege und verjagt auch das Männchen. Die monogamen Palettenstachler (Oxymonacanthus) laichen in Algenbüschel und kümmern sich dann nicht mehr um das Gelege.

## Systematik
Feilenfische gehören zu den Kugelfischverwandten (Tetraodontiformes) und bilden zusammen mit ihrer Schwestergruppe, den Drückerfischen (Balistidae), die Unterordnung Balistoidei. In älteren Publikationen werden sie oft noch als Unterfamilie Monacanthinae zu den Drückerfischen gestellt.
Es gibt etwa 26 Gattungen und über 100 Arten. Damit sind die Feilenfische nach den Kugelfischen die zweitartenreichste Familie der Kugelfischverwandten.

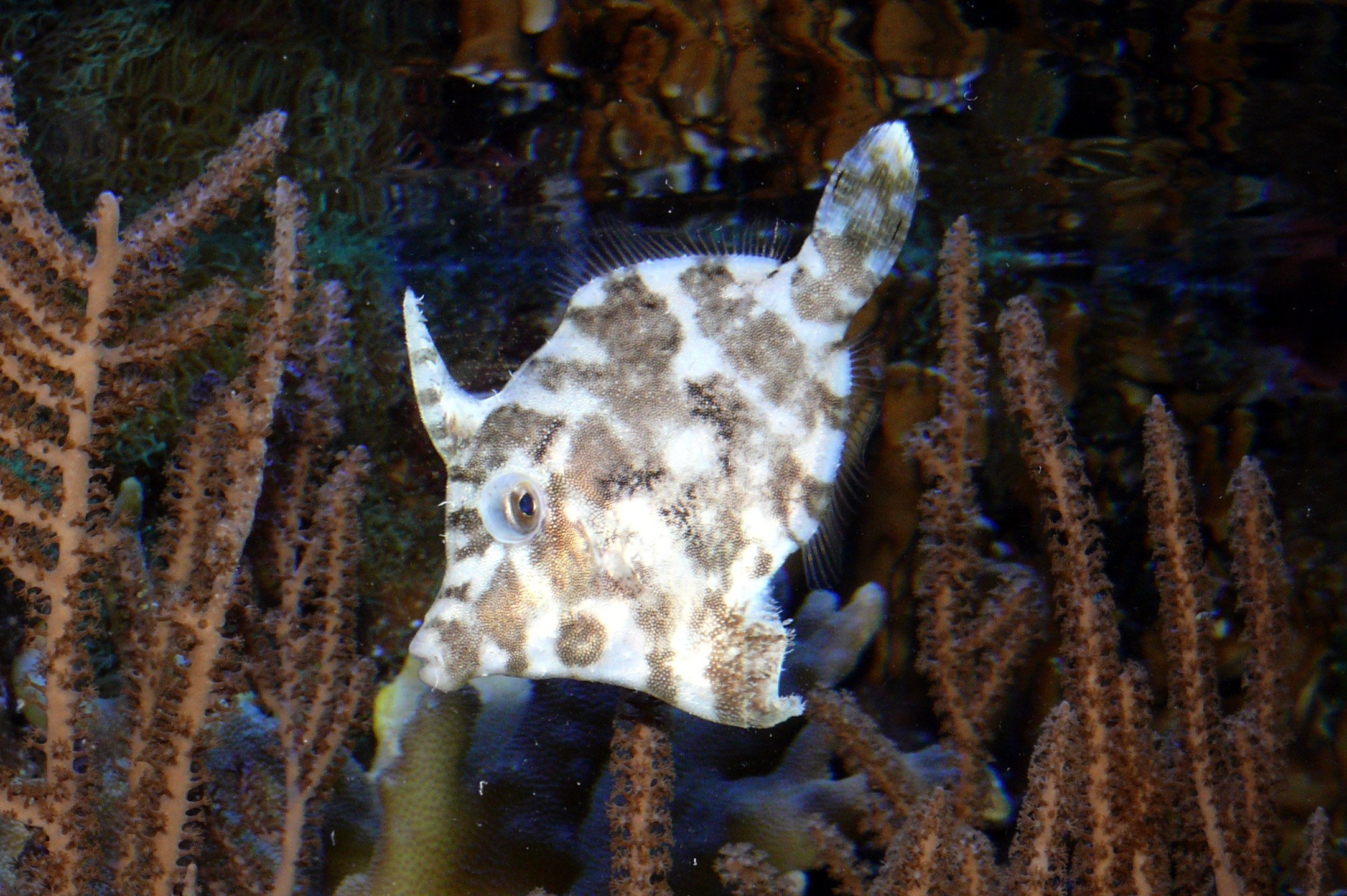
Seegras-Feilenfisch (Acreichthys tomentosus)

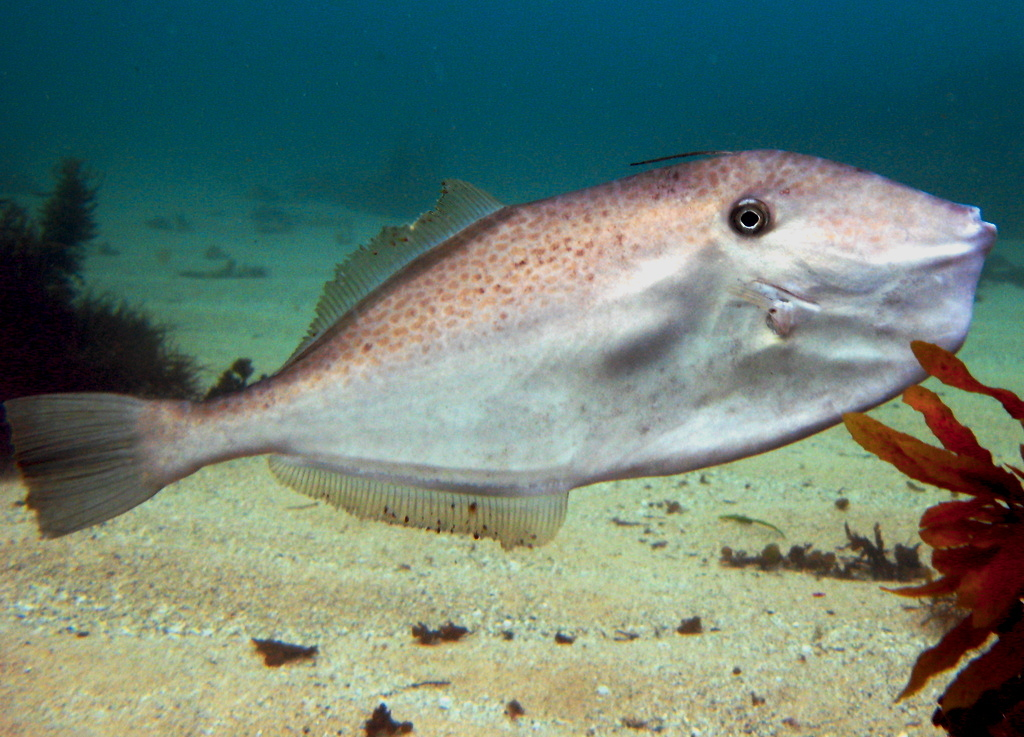
Einhorn-Feilenfisch
(Aluterus monoceros)

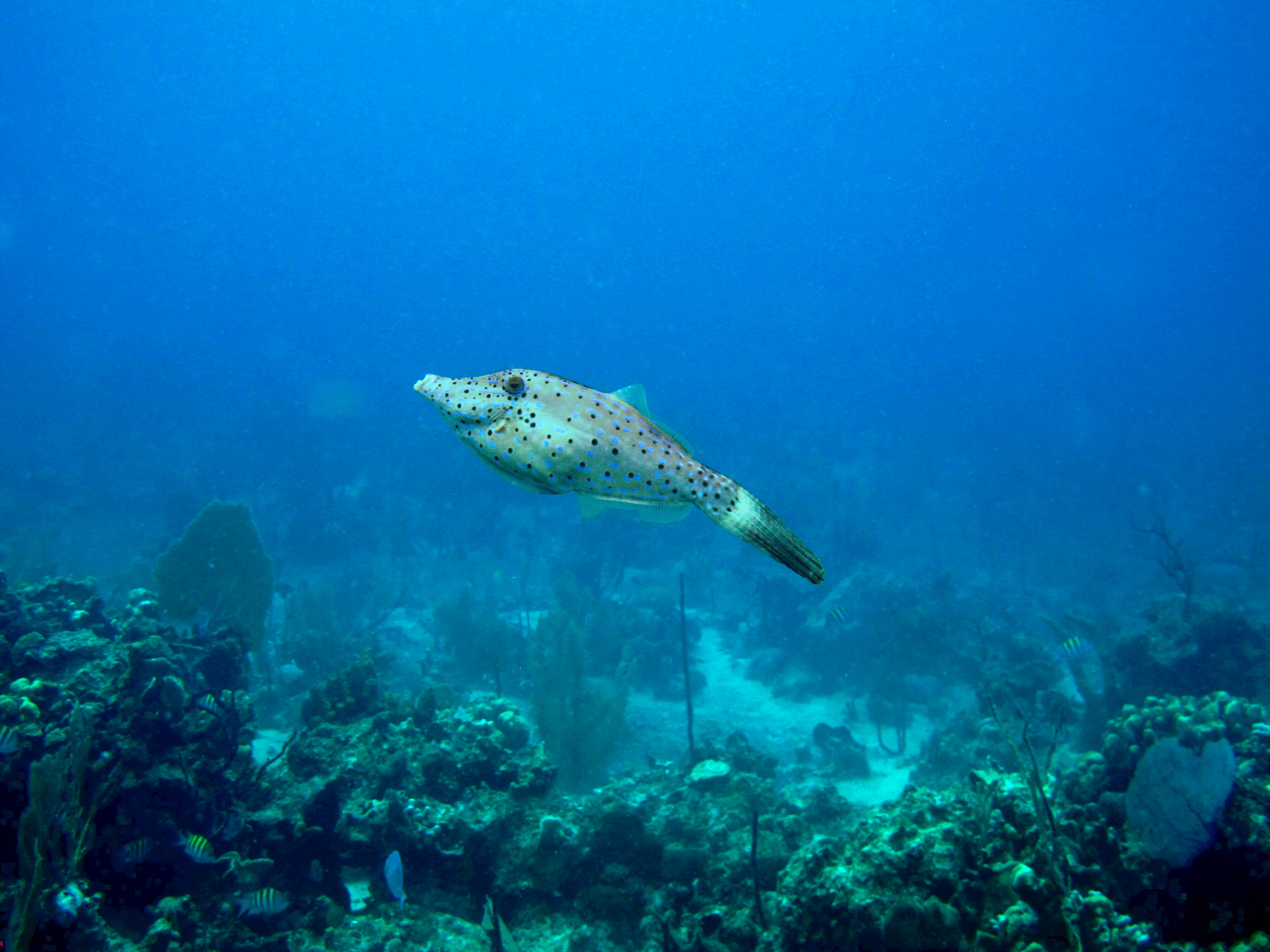
Schrift-Feilenfisch (Aluterus scriptus).

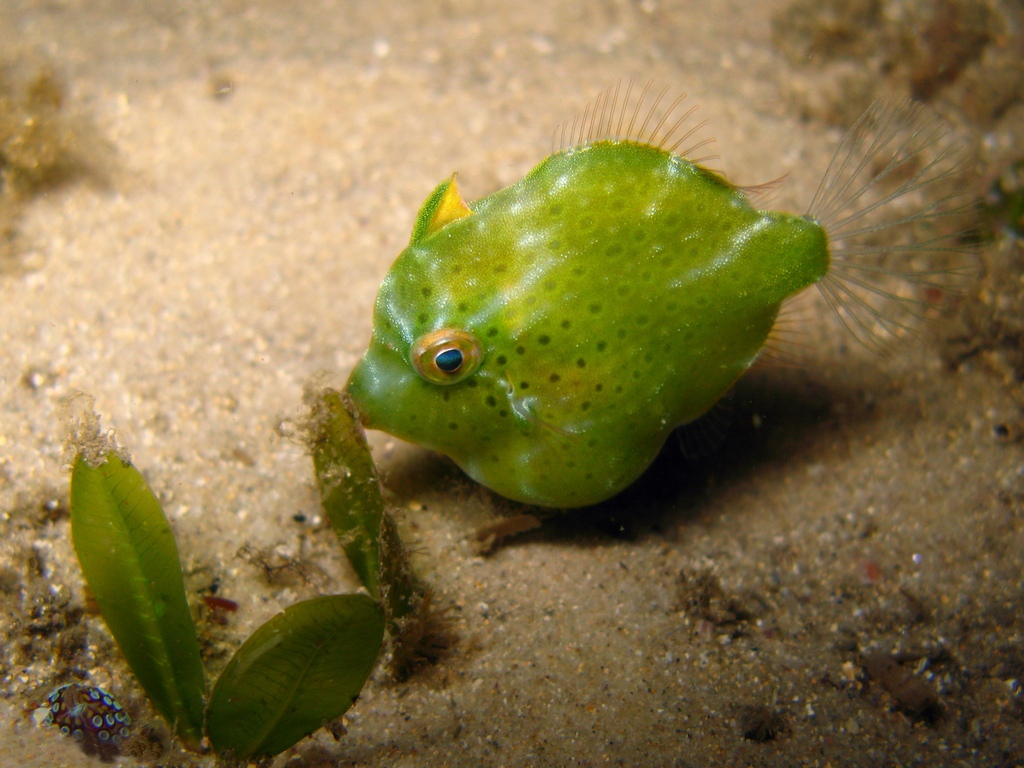
Brachaluteres jacksonianus

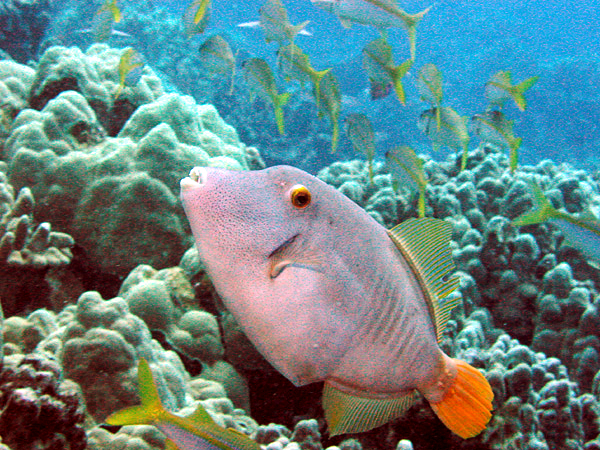
Gelbschwanz-Feilenfisch (Cantherhines dumerili)

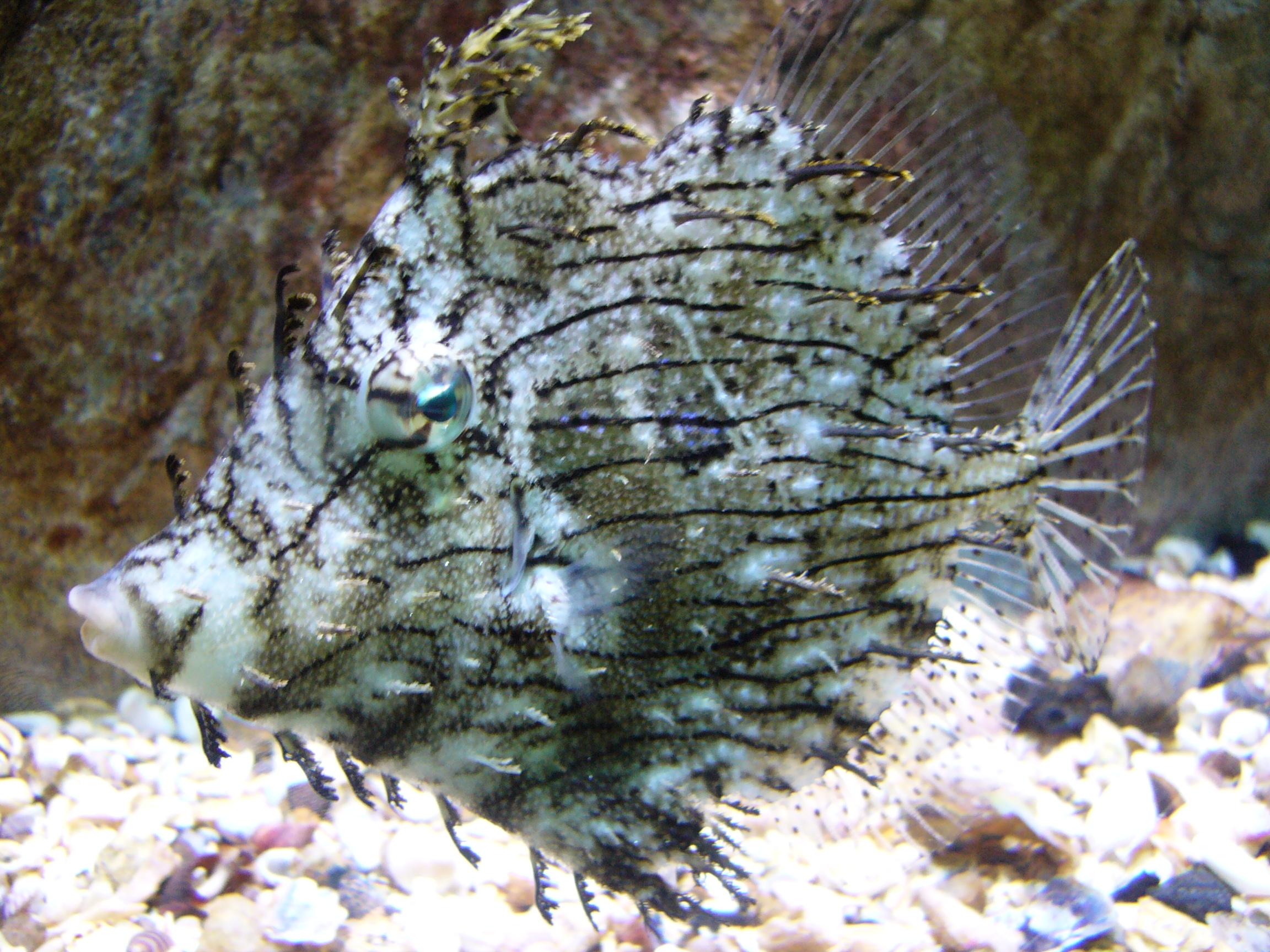
Schmuckfeilenfisch (Chaetodermis penicilligerus)

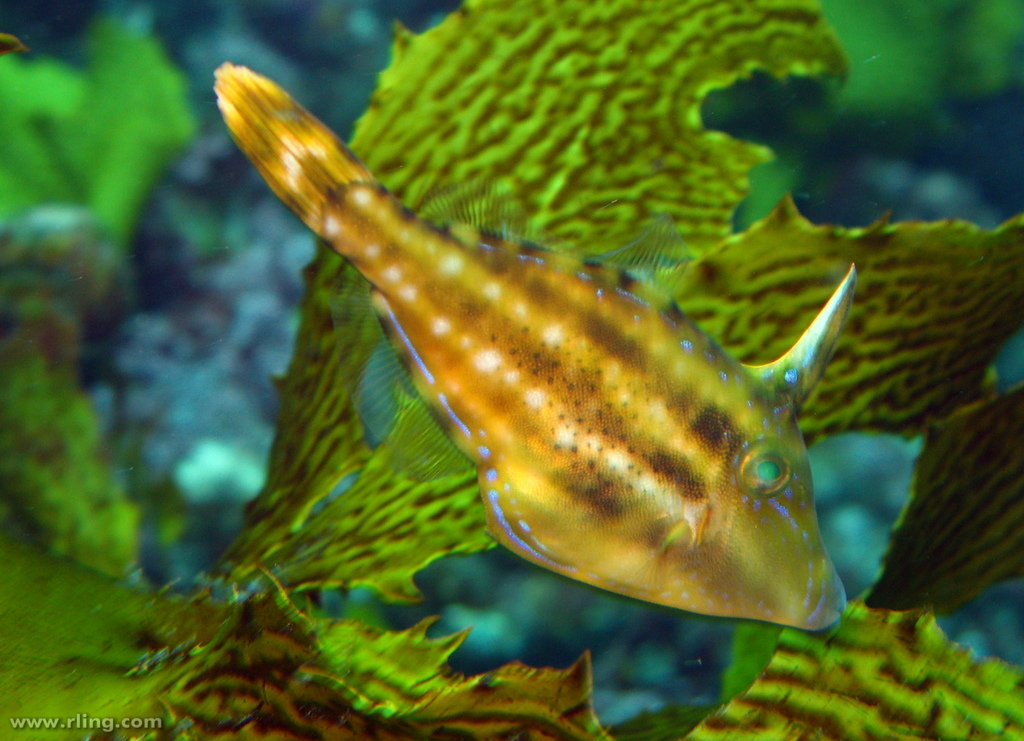
Meuschenia trachylepis

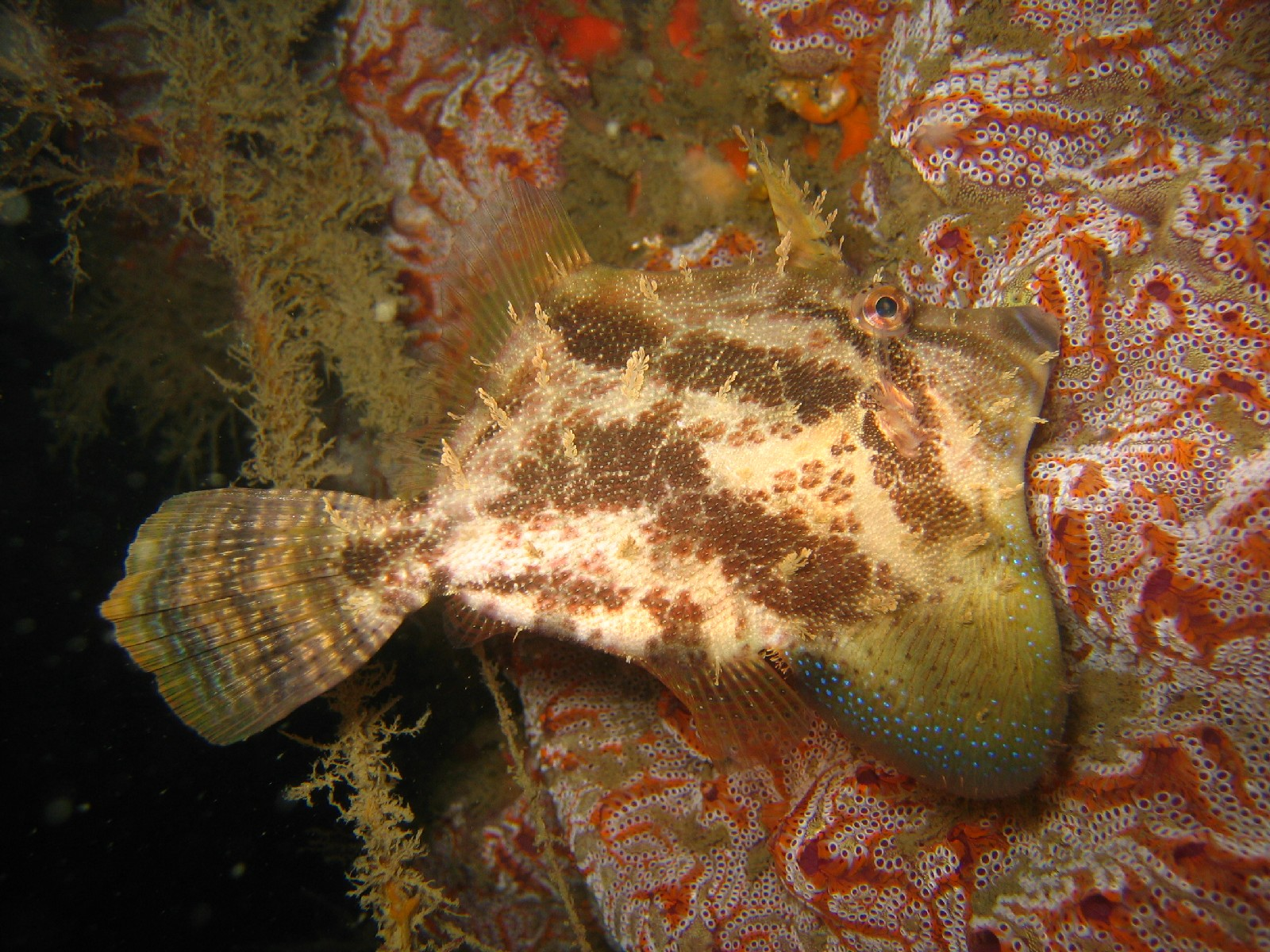
Chinesischer Fächerbauch (Monacanthus chinensis)

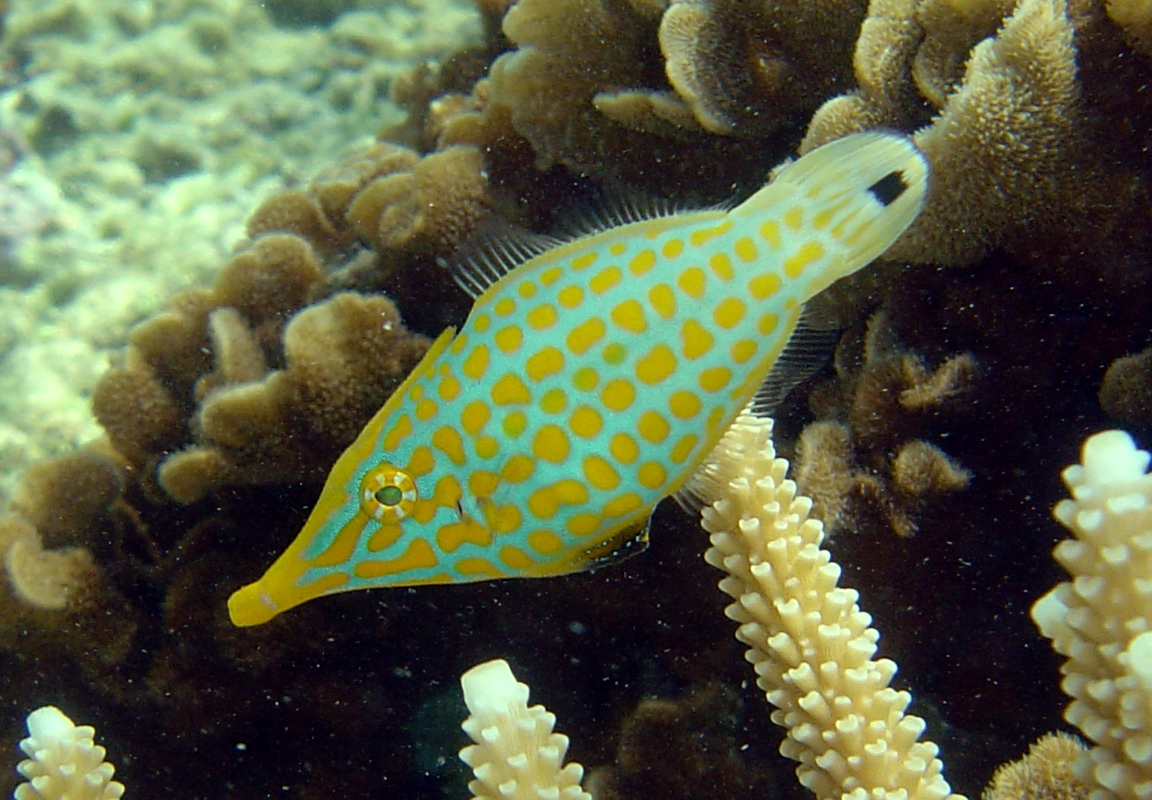
Palettenfeilenfisch (Oxymonacanthus longirostris)

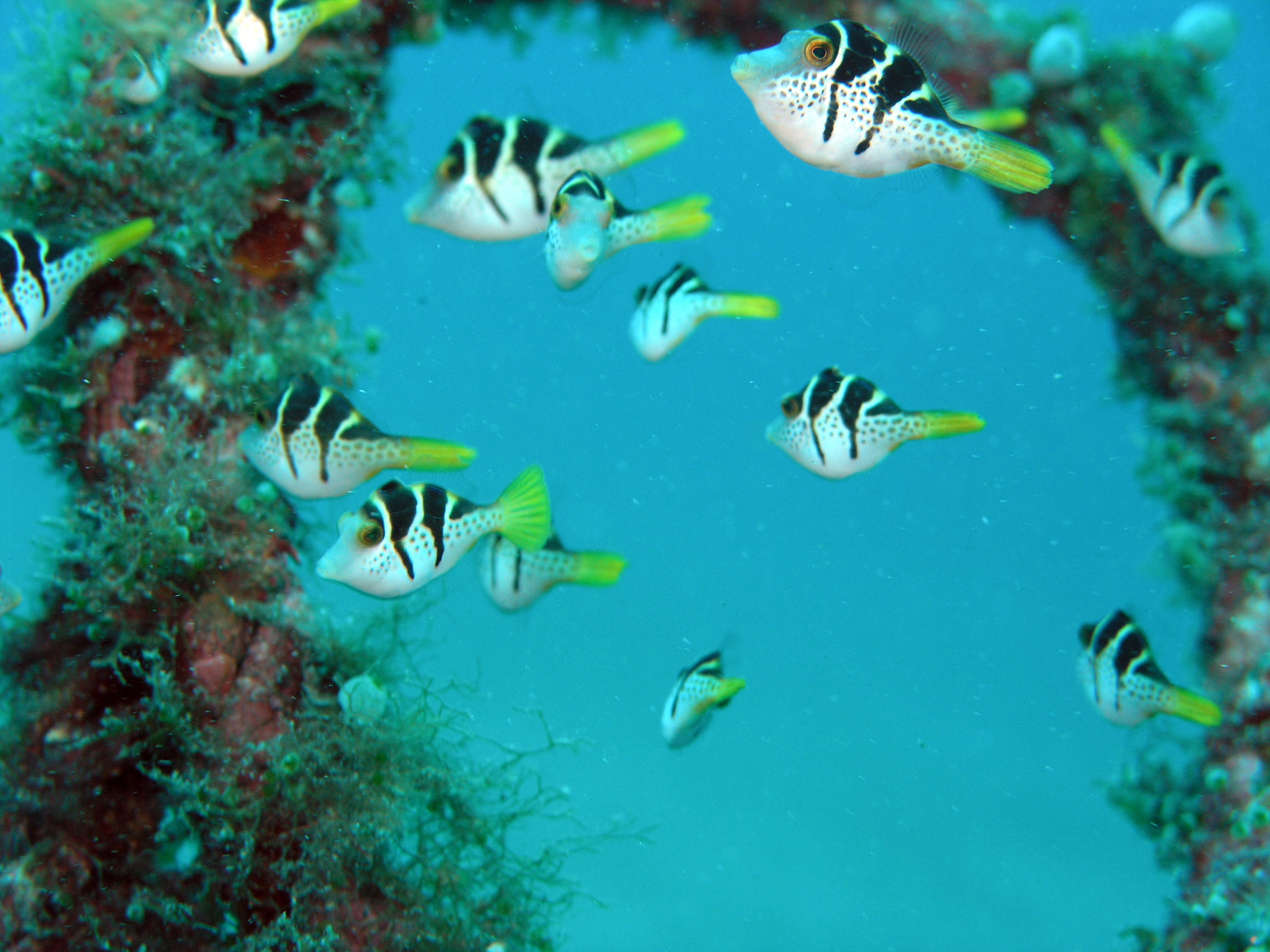
Mimikry-Feilenfisch (Paraluteres prionurus)

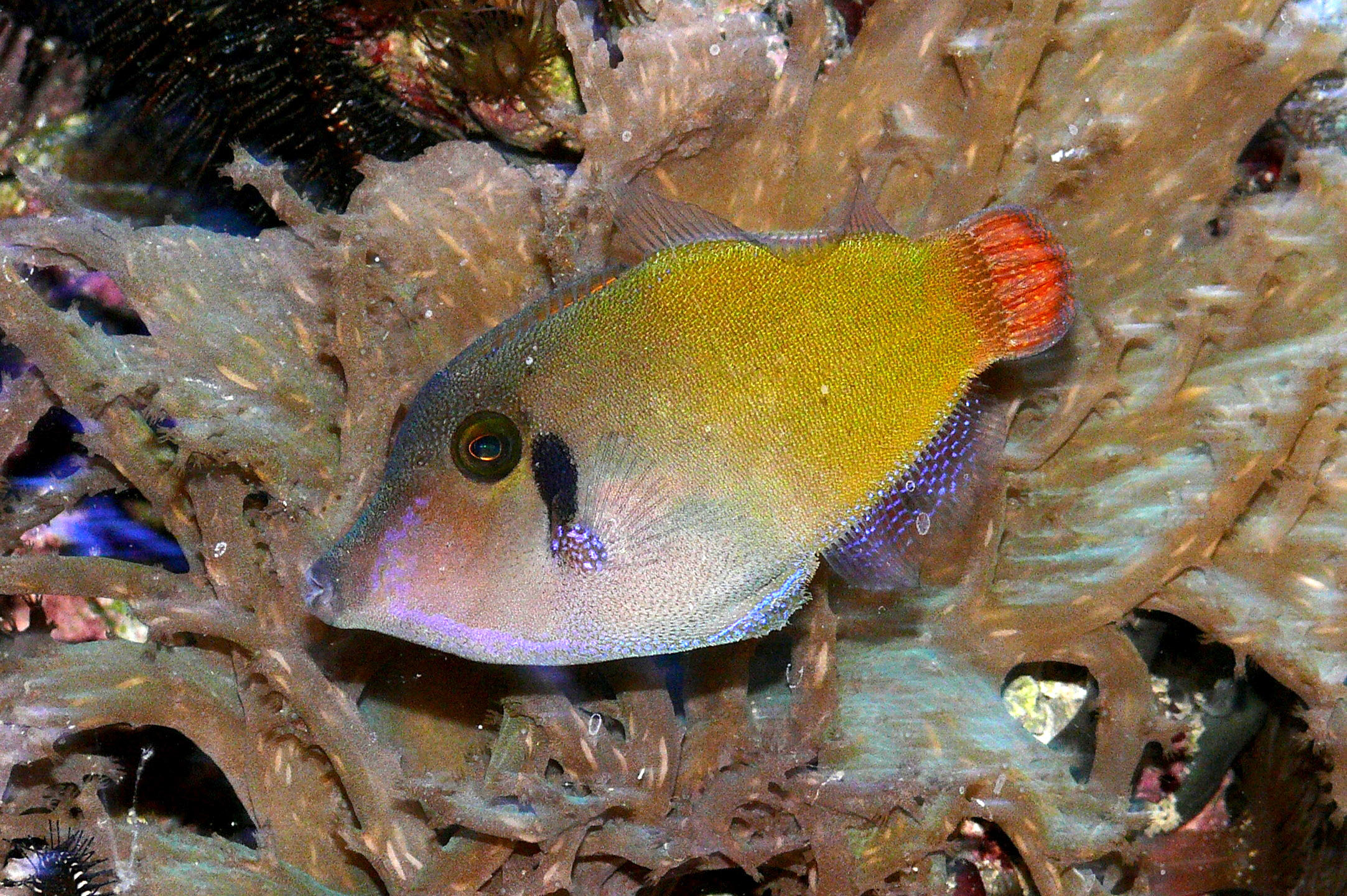
Höhlen-Feilenfisch (Pervagor janthinosoma)

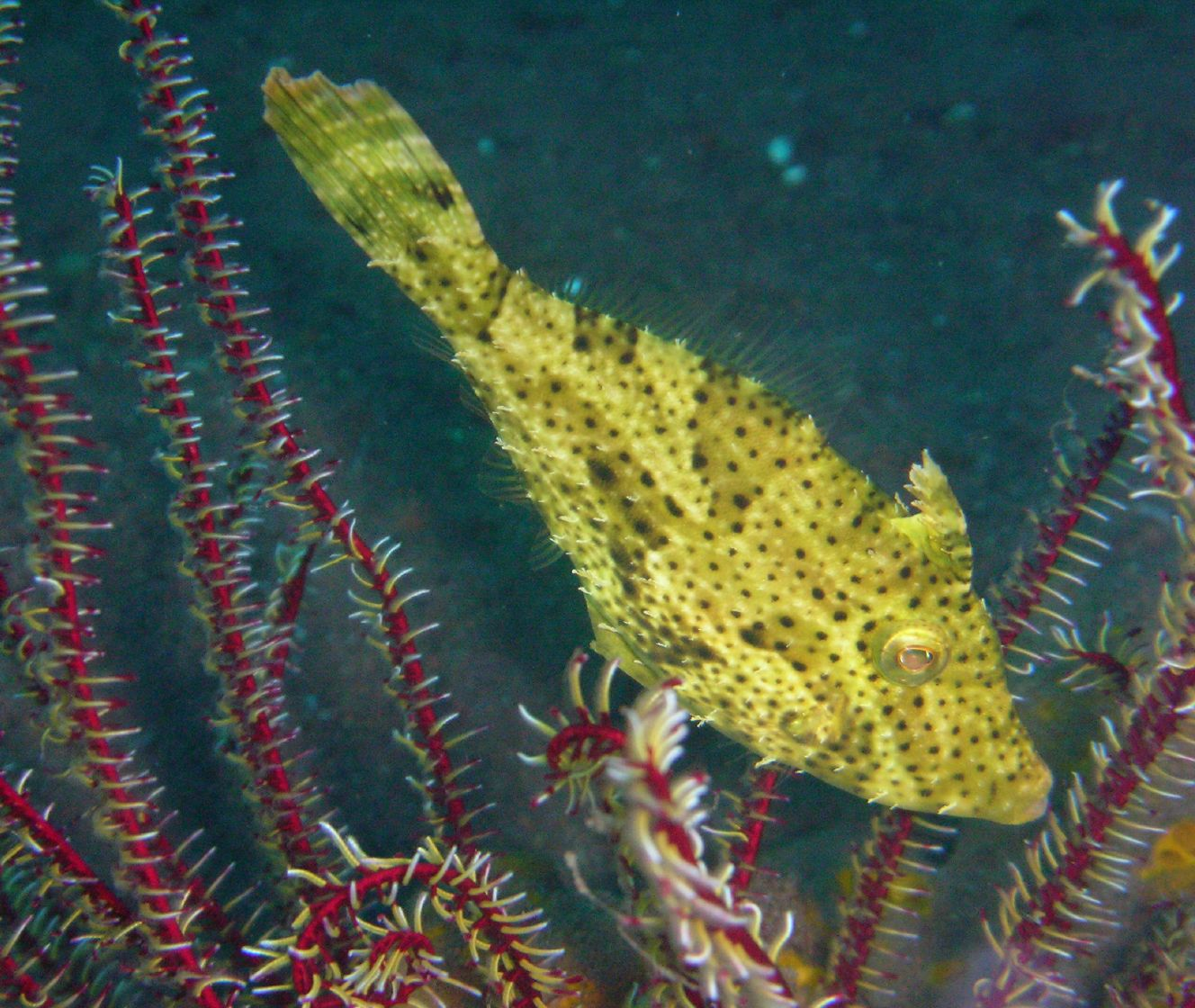
Perons Feilenfisch (Pseudomonacanthus peroni)

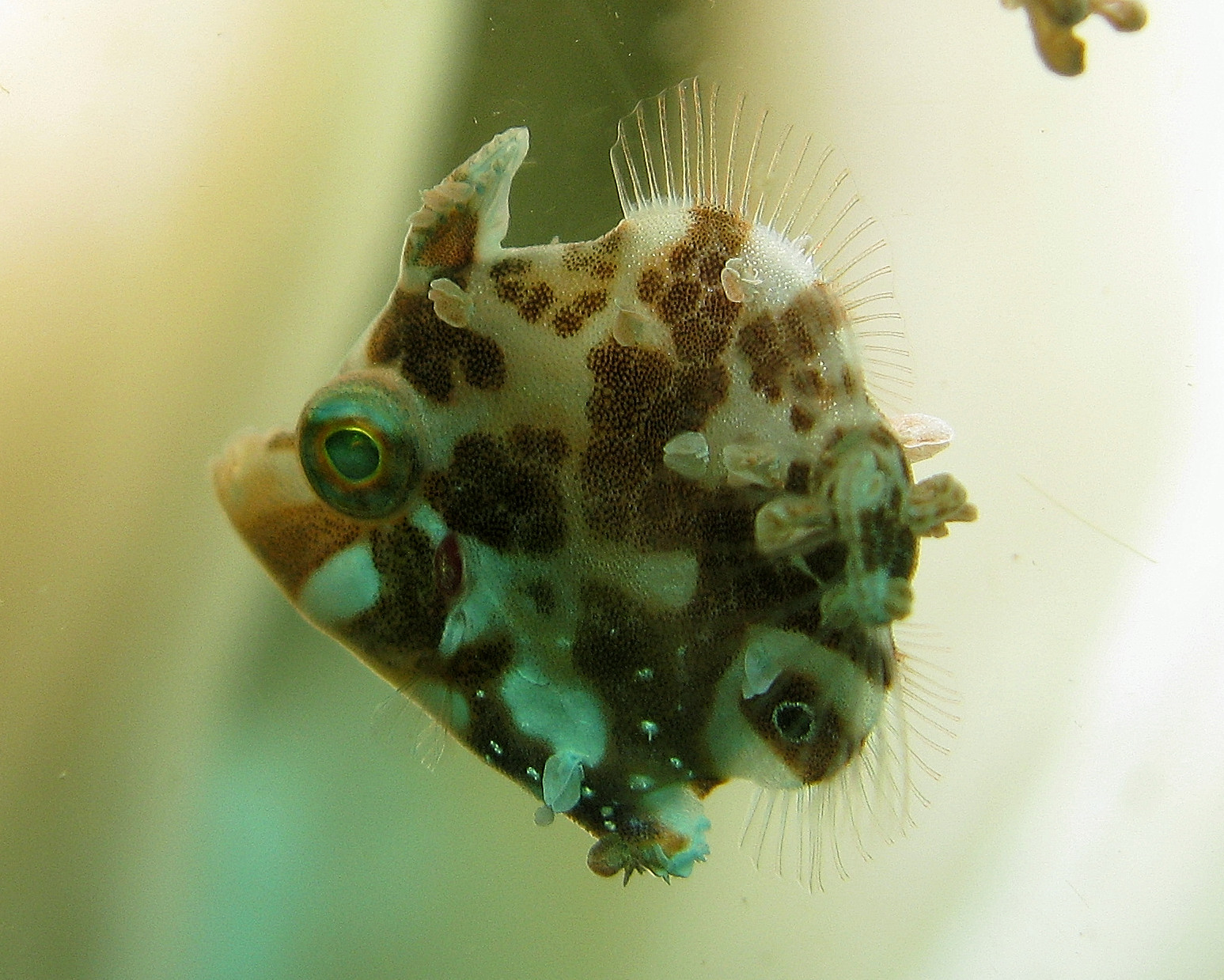
Kleiner Feilenfisch (Rudarius minutus)

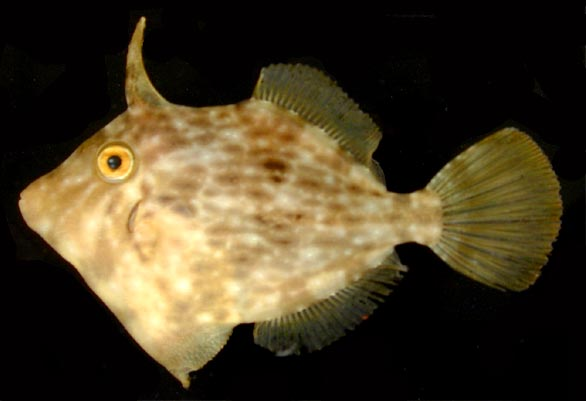
Stephanolepis hispidus

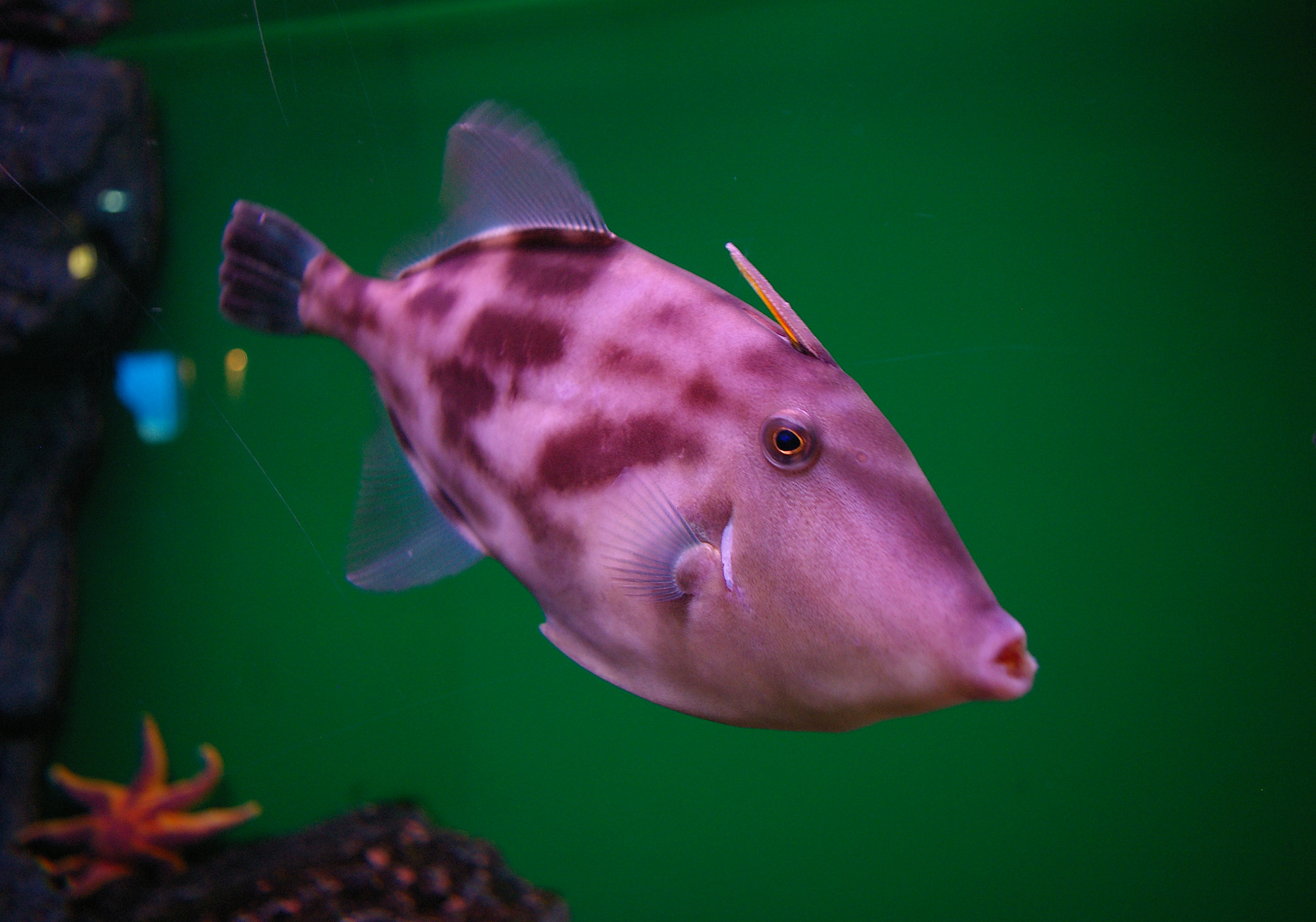
Thamnaconus modestus

- Gattung Acanthaluteres Bleeker, 1865
  - Acanthaluteres brownii (Richardson, 1846)
  - Acanthaluteres spilomelanurus (Quoy & Gaimard, 1824)
  - Acanthaluteres vittiger (Castelnau, 1873)
- Gattung Acreichthys Fraser-Brunner, 1941
  - Acreichthys hajam (Bleeker, 1851)
  - Acreichthys radiatus (Popta, 1900)
  - Seegras-Feilenfisch (Acreichthys tomentosus) (Linnaeus, 1758)
- Gattung Aluterus Cloquet, 1816
  - Aluterus heudelotii Hollard, 1855
  - Einhorn-Feilenfisch (Aluterus monoceros) (Linnaeus, 1758)
  - Aluterus schoepfii (Walbaum, 1792)
  - Schrift-Feilenfisch (Aluterus scriptus) (Osbeck, 1765)
- Gattung Amanses Gray, 1835
  - Amanses scopas (Cuvier, 1829)
- Gattung Anacanthus Gray, 1830
  - Anacanthus barbatus Gray, 1830
- Gattung Brachaluteres Bleeker, 1865
  - Brachaluteres fahaqa Clark & Gohar, 1953
  - Brachaluteres jacksonianus (Quoy & Gaimard, 1824)
  - Brachaluteres taylori Woods in Schultz et al., 1966
  - Brachaluteres ulvarum Jordan & Fowler, 1902
- Gattung Cantherhines Swainson, 1839
  - Cantherhines cerinus Randall, 2011
  - Gelbschwanz-Feilenfisch (Cantherhines dumerili) (Hollard, 1854)
  - Cantherhines fronticinctus (Günther, 1867)
  - Cantherhines longicaudus Hutchins & Randall, 1982
  - Weißflecken-Feilenfisch (Cantherhines macrocerus) (Hollard in Guichenot, 1853)
  - Cantherhines nukuhiva Randall, 2011
  - Netzfeilenfisch (Cantherhines pardalis) (Rüppell, 1837)
  - Cantherhines pullus (Ranzani, 1842)
  - Cantherhines rapanui (de Buen, 1963)
  - Cantherhines sandwichiensis (Quoy & Gaimard, 1824)
  - Cantherhines tiki Randall, 1964
  - Cantherhines verecundus (Jordan, 1925)
- Gattung Cantheschenia Hutchins, 1977
  - Cantheschenia grandisquamis Hutchins, 1977 
  - Cantheschenia longipinnis (Fraser-Brunner, 1941)
- Gattung Chaetodermis Swainson, 1839
  - Schmuckfeilenfisch (Chaetodermis penicilligerus) (Cuvier, 1816)
- Gattung Colurodontis Hutchins, 1977
  - Colurodontis paxmani Hutchins, 1977
- Gattung Enigmacanthus Hutchins, 2002
  - Enigmacanthus filamentosus Hutchins, 2002
- Gattung Eubalichthys Whitley, 1930
  - Eubalichthys bucephalus (Whitley, 1931)
  - Eubalichthys caeruleoguttatus Hutchins, 1977
  - Eubalichthys cyanoura Hutchins, 1987
  - Eubalichthys gunnii (Günther, 1870)
  - Eubalichthys mosaicus (Ramsay & Ogilby, 1886)
  - Eubalichthys quadrispinus Hutchins, 1977
- Gattung Lalmohania Hutchins, 1994
  - Lalmohania velutina Hutchins, 1994
- Gattung Meuschenia Whitley, 1929
  - Meuschenia australis (Donovan, 1824)
  - Meuschenia flavolineata Hutchins, 1977
  - Meuschenia freycineti (Quoy & Gaimard, 1824)
  - Meuschenia galii (Waite, 1905)
  - Meuschenia hippocrepis (Quoy & Gaimard, 1824)
  - Meuschenia scaber (Forster in Bloch & Schneider, 1801)
  - Meuschenia trachylepis (Günther, 1870)
  - Meuschenia venusta Hutchins, 1977
- Gattung Monacanthus Oken, 1817
  - Chinesischer Fächerbauch (Monacanthus chinensis) (Osbeck, 1765)
  - Monacanthus ciliatus (Mitchill, 1818)
  - Schlanker Feilenfisch (Monacanthus tuckeri) Bean, 1906
- Gattung Nelusetta Whitley, 1939
  - Nelusetta ayraud (Quoy & Gaimard, 1824)
- Gattung Oxymonacanthus Bleeker, 1865
  - Rotmeer-Palettenfeilenfisch (Oxymonacanthus halli) Marshall, 1952
  - Palettenfeilenfisch (Oxymonacanthus longirostris) (Bloch & Schneider, 1801)
- Gattung Paraluteres Bleeker, 1865
  - Paraluteres arqat Clark & Gohar, 1953
  - Mimikry-Feilenfisch (Paraluteres prionurus) (Bleeker, 1851)
- Gattung Paramonacanthus Bleeker, 1865
  - Paramonacanthus arabicus Hutchins, 1997
  - Paramonacanthus choirocephalus (Bleeker, 1851)
  - Paramonacanthus cryptodon (Bleeker, 1855)
  - Paramonacanthus curtorhynchos (Bleeker, 1855)
  - Paramonacanthus filicauda (Günther, 1880)
  - Paramonacanthus frenatus (Peters, 1855)
  - Paramonacanthus japonicus (Tilesius, 1809)
  - Paramonacanthus lowei Hutchins, 1997
  - Paramonacanthus matsuurai Hutchins, 1997
  - Paramonacanthus nematophorus (Günther, 1870)
  - Paramonacanthus nipponensis (Kamohara, 1939)
  - Paramonacanthus oblongus (Temminck & Schlegel, 1850)
  - Paramonacanthus otisensis Whitley, 1931
  - Paramonacanthus pusillus (Rüppell, 1829)
  - Paramonacanthus sulcatus (Hollard, 1854)
  - Paramonacanthus tricuspis (Hollard, 1854)
- Gattung Pervagor Whitley, 1930
  - Gelbaugen-Feilenfisch (Pervagor alternans) (Ogilby, 1899)
  - Orangeschwanz-Feilenfisch (Pervagor aspricaudus) (Hollard, 1854)
  - Höhlen-Feilenfisch (Pervagor janthinosoma) (Bleeker, 1854)
  - Pervagor marginalis Hutchins, 1986
  - Schwarzkopf-Feilenfisch (Pervagor melanocephalus) (Bleeker, 1853)
  - Weißlinien-Feilenfisch (Pervagor nigrolineatus) (Herre, 1927)
  - Pervagor randalli Hutchins, 1986
  - Hawaii-Feilenfisch (Pervagor spilosoma) (Lay & Bennett, 1839)
- Gattung Pseudalutarius Bleeker, 1865
  - Pseudalutarius nasicornis (Temminck & Schlegel, 1850)
- Gattung Pseudomonacanthus Bleeker, 1865
  - Pseudomonacanthus elongatus Fraser-Brunner, 1940
  - Pseudomonacanthus macrurus (Bleeker, 1856)
  - Perons Feilenfisch (Pseudomonacanthus peroni) (Hollard, 1854)
- Gattung Rudarius Jordan & Fowler, 1902
  - Rudarius ercodes Jordan & Fowler, 1902
  - Rudarius excelsus Hutchins, 1977
  - Kleiner Feilenfisch (Rudarius minutus) Tyler, 1970
- Gattung Scobinichthys Whitley, 1931
  - Scobinichthys granulatus (White, 1790)
- Gattung Stephanolepis Gill, 1861
  - Stephanolepis auratus (Castelnau, 1861)
  - Stephanolepis cirrhifer (Temminck & Schlegel, 1850)
  - Stephanolepis diaspros Fraser-Brunner, 1940
  - Stephanolepis hispidus (Linnaeus, 1766)
  - Stephanolepis setifer (Bennett, 1831)
- Gattung Thamnaconus Smith, 1949
  - Thamnaconus analis (Waite, 1904) 
  - Thamnaconus arenaceus (Barnard, 1927) 
  - Thamnaconus degeni (Regan, 1903) 
  - Thamnaconus fajardoi Smith, 1953
  - Thamnaconus fijiensis Hutchins & Matsuura, 1984
  - Thamnaconus garretti (Fowler, 1928)
  - Thamnaconus hypargyreus (Cope, 1871) 
  - Thamnaconus melanoproctes (Boulenger, 1889) 
  - Thamnaconus modestoides (Barnard, 1927) 
  - Thamnaconus modestus (Günther, 1877) 
  - Thamnaconus multilineatus (Tanaka, 1918)
  - Thamnaconus paschalis (Regan, 1913) 
  - Thamnaconus septentrionalis (Günther, 1874) 
  - Thamnaconus striatus (Kotthaus, 1979) 
  - Thamnaconus tessellatus (Günther, 1880)

## Aquarienhaltung
In der Meerwasseraquaristik gilt die Haltung von Feilenfischen als risikoreich, da sie eine Vielzahl von wirbellosen Tieren fressen. Einige kleine Feilenfischarten, vor allem der als Vertilger der ungeliebten Glasrosen und Feueranemonen begehrte Seegras-Feilenfisch und einige Pervagor-Arten sind aber im Korallenriffaquarium haltbar. Voraussetzung ist eine Beckenmindestgröße von 300 bis 500 Litern. Angriffe auf Korallen kommen nur vor, wenn die Tiere zu wenig oder falsch gefüttert werden. Alle für das Meerwasseraquarium angebotenen Feilenfische sind Wildfänge. 